# Atoka (Tennessee)
Atoka es un pueblo ubicado en el condado de Tipton en el estado estadounidense de Tennessee. En el Censo de 2010 tenía una población de 8.387 habitantes y una densidad poblacional de 261,93 personas por km².

## Geografía
Atoka se encuentra ubicado en las coordenadas 35°25′37″N 89°47′3″O / 35.42694, -89.78417. Según la Oficina del Censo de los Estados Unidos, Atoka tiene una superficie total de 32.02 km², de la cual 31.93 km² corresponden a tierra firme y (0.28%) 0.09 km² es agua.

## Demografía
Según el censo de 2010, había 8.387 personas residiendo en Atoka. La densidad de población era de 261,93 hab./km². De los 8.387 habitantes, Atoka estaba compuesto por el 84.52% blancos, el 10.98% eran afroamericanos, el 0.5% eran amerindios, el 1.36% eran asiáticos, el 0.12% eran isleños del Pacífico, el 0.35% eran de otras razas y el 2.17% pertenecían a dos o más razas. Del total de la población el 2.65% eran hispanos o latinos de cualquier raza.